# Li Ran
Li Ran es una deportista china que compitió en taekwondo. Ganó una medalla de plata en el Campeonato Asiático de Taekwondo de 2014, en la categoría de –73 kg.

## Palmarés internacional
| Campeonato Asiático | Campeonato Asiático  | Campeonato Asiático | Campeonato Asiático |
| Año                 | Lugar                | Medalla             | Categoría           |
| ------------------- | -------------------- | ------------------- | ------------------- |
| 2014                | Taskent (Uzbekistán) | Medalla de plata    | –73 kg              |